# Ivan Beljajev
Ivan Dmitrijevitj Beljajev (ryska: Иван Дмитриевич Беляев), född 1810 i Moskva, död där 1 december (gamla stilen: 19 november) 1873, var en rysk rättshistoriker och arkeolog.
Beljajev var från 1852 professor i rysk rättshistoria vid Moskvauniversitetet. Hans lärda skrifter – mer än 100 till antalet – behandlar nästan uteslutande Rysslands äldsta historia. Hans Krestiane na Rusi (Bönderna i Ryssland, 1860) betraktas såsom ett i sitt slag klassiskt arbete, som sprider åtskilligt ljus över Rysslands äldsta samhällsskick. Bekanta är även hans "Berättelser ur ryska historien" (första delen 1861), hållna i strängt slavofil anda och behandlande småfurstendömenas historia under medeltiden (Novgorod, Pskov och Polotsk). Arbetet avbröts dock genom författarens död.